# Melchior Franck
Melchior Franck (kolem 1580, Žitava - 1. června 1639, Coburg) byl německý evangelický hudební skladatel na přelomu pozdní renesance a raného baroka. Skládal zejména moteta a přinášel slohové inovace benátské hudební školy (vícesborový zpěv) na sever od Alp, do Německa.

## Život

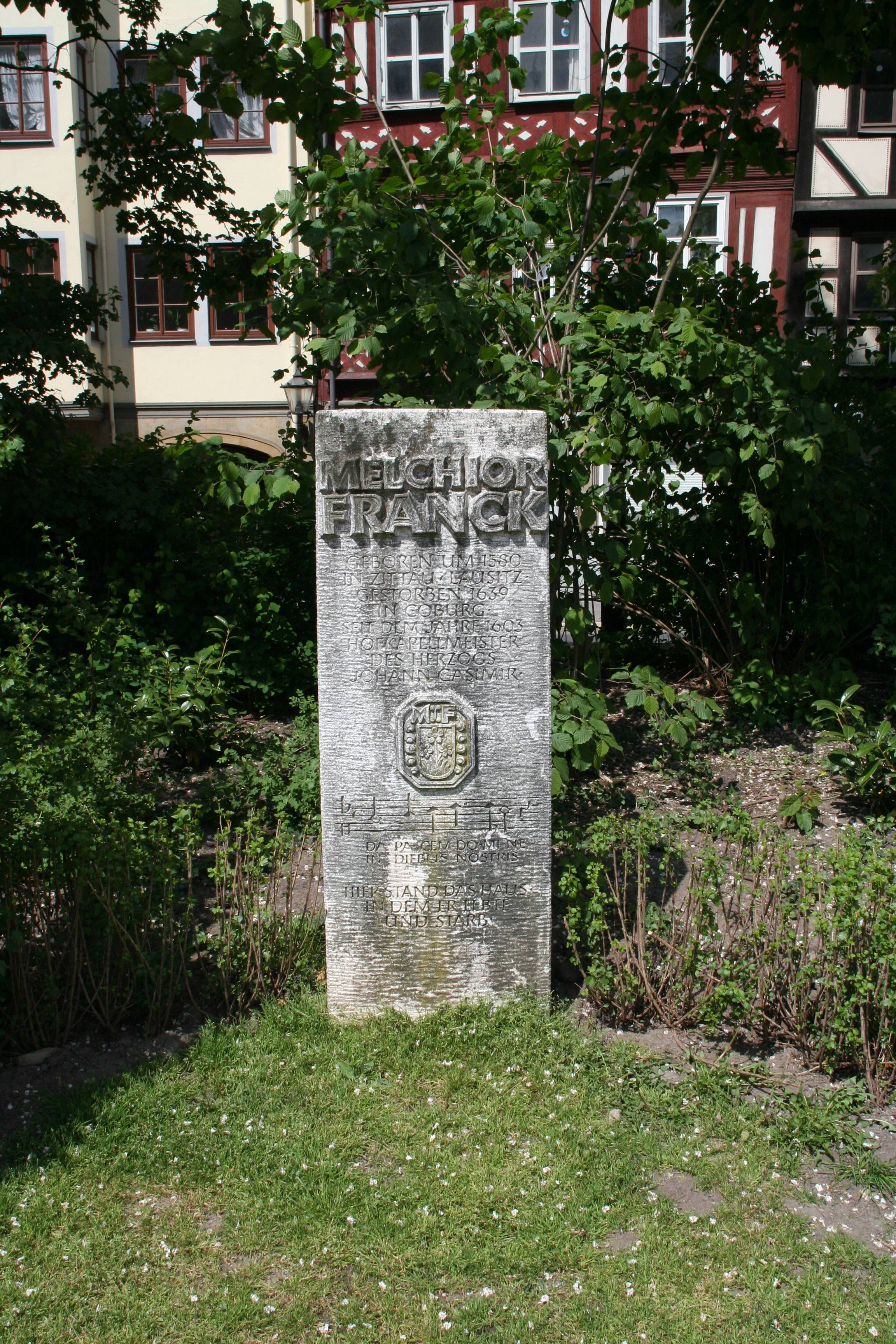
Pamětní kámen skladatele v Coburku

O jeho životě víme jen velice málo. Nedochoval se žádný jeho portrét ani pozůstalost. Je znám jen pouze jeden jeho rukopis.
Přestože nevíme nic o jeho vzdělání (možná byl žákem Christopha Demantia), vykazují jeho díla důkladnou znalost nizozemského stylu školy Orlanda di Lassa. Na rozdíl od svých současníků neměl možnost podniknout studijní cestu do Itálie. Nový vícesborový italský sloh (seconda pratica) poznal prostřednictvím skladatele Hanse Leo Hasslera.
Od roku 1603 až do smrti byl dvorním kapelníkem hraběte Jana Kazimíra v Koburku.
V pozdějším věku trpěl hrůzami třicetileté války, ztratil rodinu a po smrti svého mecenáše roku 1633 zemřel v chudobě.

## Dílo
Franckovo rozsáhlé dílo vyšlo ve své době z velké části tiskem. Zahrnuje duchovní hudbu na latinské i německé texty pro použití při evangelické bohoslužbě, zejména moteta, žalmy a kantáty, dále sbírky světských písní i instrumentální skladby například k tanci.
Připisuje se mu také první verze známé zlidovělé vánoční písně "O Tannenbaum".